# Яни-Джандевлет
Яни́-Джандевле́т (укр. Янi-Джандевлет, крымскотат. Yañı Can Devlet, Янъы Джан Девлет) — исчезнувшее село в Джанкойском районе Республики Крым, располагавшееся на севере района, в степной части Крыма, примерно в 2 км к северо-востоку от современного села Ермаково.

## История
В Камеральном Описании Крыма… 1784 года Яни-Джанджевлет не фигурирует: либо, это изначально был приход-маале одной деревни — Джанджевлет, учтённой в Дип Чонгарском кадылыке Карасубазар ского каймаканства, либо, как следует из названия (яни — новый), новое селение было основано уже после присоединения Крыма к России. В любом случае, в Ведомости о всех селениях в Перекопском уезде состоящих с показанием в которой волости сколько числом дворов и душ… от 21 октября 1805 года, в составе Биюк-Тузакчинской волости Перекопского уезда, уже записана отдельно деревня Джанджевлет (наряду с Иски-кой-Джандевлетом), в которой числилось 10 дворов, 80 крымских татар и 2 ясыров. Правда, на военно-топографической карте генерал-майора Мухина 1817 года обозначена всего одна деревня Чандевлет с 10 дворами — на месте Запрудного. Но в «Ведомости о казённых волостях Таврической губернии 1829 года», отразившей результаты реформы волостного деления 1829 года, Джани Джанджевлет записан, как самостоятельное жилое поселение. Затем, видимо, вследствие эмиграции крымских татар в Турцию, деревня опустела и уже на картах 1836 и 1842 года деревня Яни Джанджевлет обозначена как развалины. На трёхверстовой карте 1865 года также ещё обозначены развалины деревни Яни Джанджевлет (но с целой ещё мечетью), а на карте, с корректурой 1876 года, деревни уже нет. В дальнейшем в доступных источниках не встречается.